# جو سوزان
جو سوزان (بالإنجليزية: Joe Susan)‏ هو مدير فني أمريكي، ولد في 18 سبتمبر 1955.